# Marvin Pourié
Marvin Pourié (Werne, 8 gennaio 1991) è un calciatore tedesco, attaccante svincolato.

## Carriera

### Club
Ha giocato nella prima divisione danese ed in quella russa, oltre che nella seconda divisione tedesca.

### Nazionale
Ha giocato nella nazionale tedesca Under-18.